# Amtsgericht Offenburg

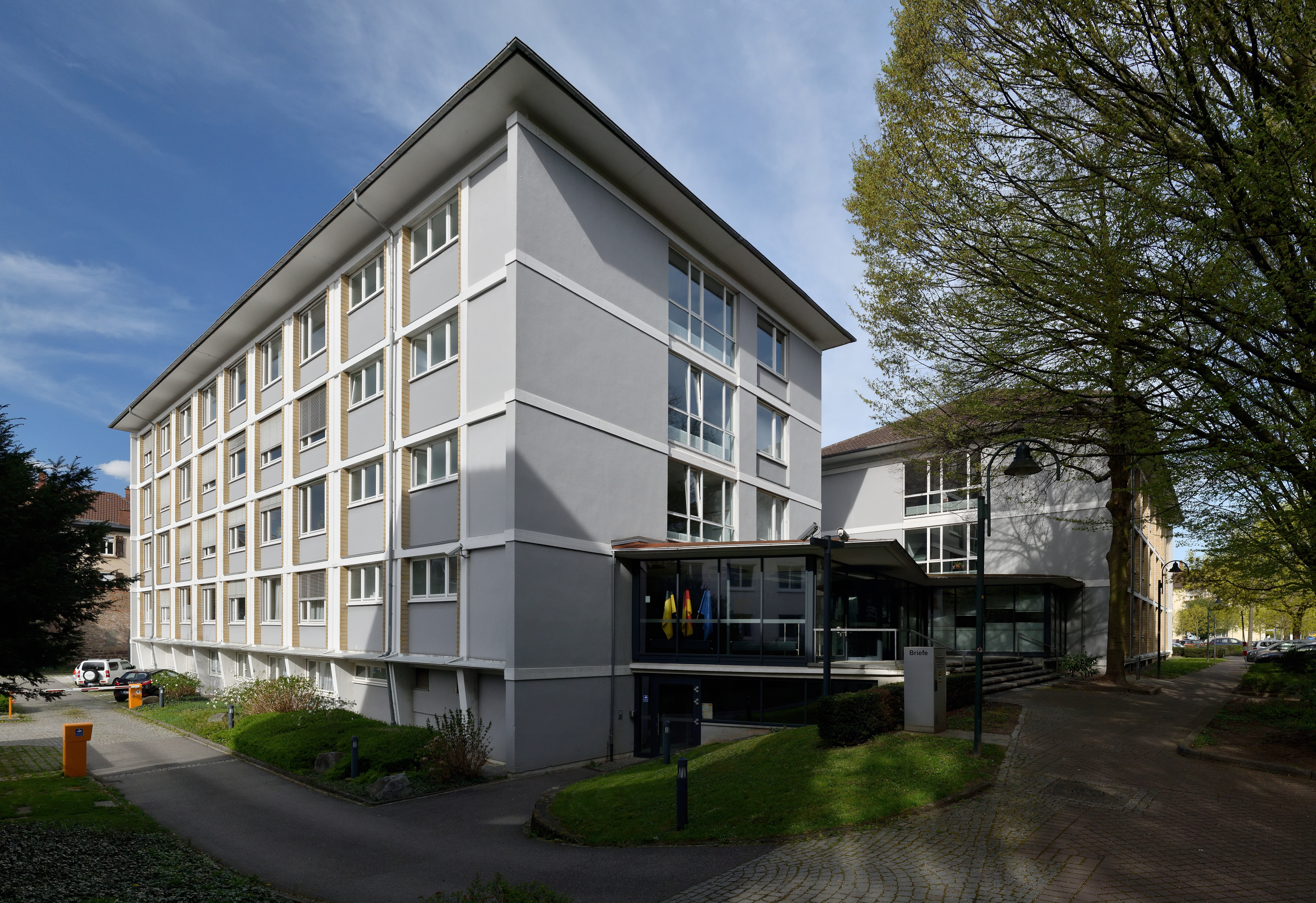
Gerichtsgebäude Offenburg

Das Amtsgericht Offenburg ist ein Gericht der ordentlichen Gerichtsbarkeit und das größte der sechs Amtsgerichte (AG) im Bezirk des Landgerichts Offenburg.

## Gerichtssitz und -bezirk
Sitz des Gerichts ist Offenburg, die Kreisstadt des Ortenaukreises. Der Gerichtsbezirk erstreckt sich auf die Stadt Offenburg sowie auf die Gemeinden Appenweier, Durbach, Hohberg, Neuried, Ortenberg und Schutterwald mit insgesamt rund 98.600 Einwohnern.
Als Insolvenzgericht ist das AG Offenburg für den gesamten Landgerichtsbezirk zuständig. Mahnverfahren bearbeitet das Amtsgericht Stuttgart als Zentrales Mahngericht. 

## Gebäude
Das Gericht ist gemeinsam mit dem Landgericht in dem 1956 errichteten Gebäude Hindenburgstraße 5 untergebracht.

## Übergeordnete Gerichte
Dem Amtsgericht Offenburg ist das Landgericht Offenburg übergeordnet. Zuständiges Oberlandesgericht ist das Oberlandesgericht Karlsruhe.

## Persönlichkeiten
Zu den Persönlichkeiten, die mit dem Amtsgericht Offenburg in Verbindung standen und/oder dort gewirkt haben, gehören:
- Eduard Dietz
- Ekkehard Kohlhaas
- Albrecht Rüdt von Collenberg-Bödigheim